# Verlag Gerhard Stalling
Der Verlag Gerhard Stalling, auch Druck- und Verlagshaus Gerhard Stalling oder Stalling-Verlag, war ein nach seinem ehemaligen Besitzer Gerhard Stalling benannter Verlag aus Oldenburg, der von 1789 bis 1983 bestand. Schwerpunkt des Verlages waren im 19. Jahrhundert Schulbücher und regionale Belletristik, in der ersten Hälfte des 20. Jahrhunderts wandelte sich das Profil hin zu Militärgeschichte und deutsch-nationaler Erinnerungsliteratur.

## Verlagsgeschichte

### Ursprünge
Auf Initiative des Oldenburger Grafen Johann XVI. wurde 1699 eine Offizin gegründet, die der Buchdrucker Heinrich Conrad Zimmer übernahm. In größerer Stückzahl sollten religiöse Werke und Annalen herausgegeben werden. So war De klee Catechismus von Martin Luther das erste Buch. In sechs Generationen wurde die Druckerei stetig weitergegeben. Schließlich erwarb der Schulbeamte Gerhard Stalling (1757–1818) im Jahr 1789 das florierende Unternehmen. Die Ausübung des Buchdrucker-Handwerks war damals an die Aufnahme in die Buchdrucker-Gesellschaft in Leipzig geknüpft. Stalling wurde am 24. Oktober 1789 in diese Gesellschaft aufgenommen und damit „als wirkliches und wahres Mitglied der Buchdruckerkunst anerkannt“. Gerhard Stalling veröffentlichte Das Oldenburger Gesangbuch (1791) und die Geschichte des Herzogthums Oldenburg von Gerhard Anton von Halem (in drei Bänden, 1794 bis 1796). Außerdem druckte er alle Verordnungen und Gesetze des Herzogtums. Bis zum Jahr 1810 ließ der Buchdrucker und Verleger auf der Parzelle Ritterstraße 4 in Oldenburg ein neues Verlagsgebäude errichten. Um seine Materialbasis zu sichern, erwarb Stalling eine Papiermühle bei Aurich. Bei Umbauarbeiten in der Ritterstrasse verletzte ein herabfallender Stein Gerhard Stalling, an den Folgen dieser Verletzung starb er schließlich am 21. September 1818.

### Weitergabe an die nächste Generation: Johann Heinrich Stalling
Nach dem plötzlichen Tod von Gerhard Stalling ging die Papiermühle in Aurich (nun auch Stallingslust genannt) zuerst auf den ältesten Sohn Hermann Christian Stalling über, der jedoch bereits 1829 starb. Danach übernahm der jüngere Sohn, Johann Heinrich Stalling die Mühle, die aber bald darauf wieder abbrannte. Er ließ sie wieder aufbauen und mit einer Dampfmaschine ausrüsten, verkaufte die Papiermühle aber schließlich. So übernahm er mit gerade 20 Jahren die Buchdruckerei und den Verlag und behielt zu Ehren seines Vaters den Gründer-Namen. Auf Einladung des neuen Firmeninhabers führte der Bruder von Alois Senefelder, Carl Senefelder, in der Druckerei ab 1822 den Steindruck ein. Damit verbesserte sich die Qualität der Bücher und Farbdrucke wurden möglich. Im Jahr 1834 gründete Johann Heinrich zusätzlich eine Spielkartenfabrik, die sich bald einer guten Nachfrage erfreuten. Die Werbung für den Verlag lautete nun Gerhard Stalling Oldenburg. Buch- und Steindruckerei. Schnellpressendruck, Papierhandlung, Spielkartenfabrik. Aufgrund der Verhängung einer Strafsteuer gegen Druckereien, die im Herzogtum eigene Werke herausgegeben hatten, beispielsweise Der Oldenburgische Hausfreund oder Volkskalender von Georg Heyse aus Bremen, übernahm Johann Heinrich Stalling die Edition, die unter dem geänderten Titel Der Oldenburgische Hauskalender oder Hausfreundsehr über Jahrzehnte erfolgreich blieb. Ab 1843 brachte er zusätzlich die Oldenburger Zeitung heraus.

### Johann Heinrich Anton Stalling übernimmt in dritter Generation
Der Sohn von Johann Heinrich Stalling, Johann Heinrich Anton Stalling (1825–1903), hatte im Verlag seines Vaters alle notwendigen Fähigkeiten und Fertigkeiten erlernt und übernahm die Verlagsleitung im Jahr 1860. Er hatte aber bereits 1851 die Stalling´sche Sortimentsbuchhandlung am Theaterwall in Oldenburg eröffnet. Diese übergab er nun an seinen jüngeren Bruder Karl, der sie 1883 an das Nicht-Familienmitglied Schmidt übertrug. Im Januar 1879 kam es im Stammhaus des Verlages in der Ritterstraße zu einem Großbrand, der das Unternehmen fast vernichtete. Trotzdem gelang es den Stallings, die Gebäude und die technische Einrichtung innerhalb eines halben Jahres zu erneuern und wieder zu eröffnen. Die Söhne von Heinrich Anton Stalling hatten sich beizeiten auf die Übernahme des Familienunternehmens vorbereitet: Paul Stalling (1861–1944) hatte eine kaufmännische Lehre absolviert und arbeitete ab 1888 in der Druckerei und Verlag als Prokurist.

### Übernahme durch Heinrich und Paul Stalling bis zum Kriegsausbruch (1896–1914)
Zum 1. Juli 1896 übernahmen die Brüder Anton und Heinrich (1865–1941) Stalling den Verlag vollständig in Eigenverantwortung. Paul Stalling erweiterte das Schulbuch- und Heimatprogramm, Heinrich (der Jüngere) setzte sich zusätzlich zur Tätigkeit im Verlag in übergeordneten Organisationen ein und organisierte das Sanitätshundewesen zu einem Blindenhundeverein in seinem Wohnort.
Das Programm um die Jahrhundertwende umfasste Schulbücher, zum Beispiel das Rechenbuch von Harms und Kallius (Kuckuck), die Stacke'schen Geschichtswerke für den Schulgebrauch und die Baskerville'schen Lehrbücher der englischen Sprache.
An Belletristik erschienen Werke wie Kniest, Wind und Wellen (1889), Wat de Kiewit sprook (plattdeutsche Gedichte 1889), Freudenthal, In de Fierabendtied (plattdeutsche Erzählungen 1889).
Ab 1902 gaben die Stallings die Wochenzeitung Buchdruckerwoche heraus. Die Druckerei hatte seinerzeit fünf Schnellpressen und beschäftigte vierzig Personen. Neben der Verlagsbuchhandlung und Druckerei gab es weiterhin den Papier-Großhandel.
Der Aufstieg des Verlags ging einher mit einer Erweiterung der Verlagsgebäude: auf einem zugekauften Nachbargrundstück in der Ritterstraße wurde 1913 ein vieretagiger Neubau eröffnet, der mit den damals modernsten Maschinen ausgestattet war. Nun waren mehrere Bauten eng beieinander. Selbst eine kleine Kapelle fehlte nicht.
Anfang des 20. Jahrhunderts begann der Verlag, Kriegsberichterstattung und Kriegsbelletristik herauszugeben.

### Erster Weltkrieg, Weimarer Republik und Zeit des Nationalsozialismus (1914–1945)

Buchtitel Geschichte des IR „Lübeck“ Nr. 162

Auf die Initiative von Hindenburg erschien ab 1916 die Serie Der Große Krieg in Einzeldarstellungen im Stalling-Verlag. Nach Ende des Krieges erweiterte der Verlag das militärgeschichtliche Programm und legte in Zusammenarbeit mit George Soldan vom Reichsarchiv mehrere Serien von Kriegserinnerungen auf. Die bedeutendsten waren die Reihen Schlachten des Weltkrieges (40 Bände) und Erinnerungsblätter deutscher Regimenter (240 Bände).
Im Jahr 1924 wandelten die Gebrüder Stalling das bisherige Privatunternehmen in eine AG um, deren drei Vorstandsmitglieder aber aus der Familie stammten. Der Verlag wurde zu einem echten Großbetrieb, der nun als Gerhard Stalling. Offsetdruck, Buchdruck, Buchbinderei firmierte.
In der Weimarer Republik driftete der Verlag inhaltlich an den rechtsnationalen Rand, in der Zeit des Nationalsozialismus unterhielt er beste Kontakte zur Wehrmacht. Werner Beumelburg veröffentlichte 1928 im Verlag seinen Roman Sperrfeuer um Deutschland, ein Jahr später erschien Gruppe Bosemüller, Der Roman des Frontsoldaten – das nationalkonservative Gegenstück zu Remarques erfolgreichem Antikriegsroman Im Westen nichts Neues. Beide Werke wurden Bestseller. Auch die ähnlich positionierten Autoren Richard Euringer, Franz Schauwecker und Will Vesper veröffentlichten vor 1933 bei Stalling, ebenso wie der Pädagoge Ernst Krieck. Der Stalling-Verlag gab in der Zeit der Weimarer Republik aber auch Werke von Eugen Roth heraus.
1934 schied Paul Stalling aus dem Vorstand des Unternehmens aus, das nun sein Bruder Heinrich allein weiterführte. 1936 verließ Paul Stalling auch den Aufsichtsrat, die Brüder hatten sich endgültig überworfen. Zudem habe der Oldenburger Gauleiter Carl Röver Druck auf Paul Stalling ausgeübt, das Familienunternehmen zu verlassen, da Paul Stalling im Gegensatz zu seinem Bruder den Nationalsozialisten nicht positiv gegenüber stand. 1935 erhielt Heinrich Stalling Glückwünsche zum 70. Geburtstag von Hitler, Goebbels und Innenminister Frick und wurde mit der Goethe-Medaille ausgezeichnet. 1937 trat Heinrich Stalling der NSDAP bei. 1938 kaufte der Stalling-Verlag den Kinderbuchverlag Belog zu einem günstigen Preis („Arisierung“) von der Eigentümerin Friederike Blogg, die als „jüdisch“ verfolgt und zum Verkauf gezwungen war.
Nach dem Tod Heinrich Stallings 1941 wurde der Verlag bis zum Verbot durch die Alliierten von dem nationalkonservativen Publizisten Hans Zehrer geleitet.

### Neulizenzierung bis Verlagseinstellung (1948–1983)
Nach dem Zweiten Weltkrieg begannen ehemalige Mitarbeiter des Verlages unter dem früheren Direktor Michael Altenburg wieder mit Druckarbeiten. Sie produzierten zunächst Lebensmittelkarten und Informationen für die Alliierten. Seine Drucklizenz erhielt das Unternehmen, welches zunächst als Oldenburger Verlagshaus vorm. Gerhard Stalling auftrat, aufgrund der Ausgaben zum Ersten Weltkrieg und seiner NS-Nähe erst 1949 wieder zurück.
Zeitweise arbeiteten Hans Rößner, Wilhelm Spengler und Hans Ernst Schneider, die alle eine NS-Vergangenheit hatten, als Lektoren für den Verlag. Im Jahr 1949 trat Borwin Vensky-Stalling, Enkel von Heinrich Stalling d. J., in die Verlagsleitung ein und erhielt im selben Jahr die Verlagslizenz zurück. Im Jahr 1951 wurde aus dem Unternehmen wieder die Gerhard Stalling AG.
1952 gab der Verlag nach mehreren Absagen anderer Verlage Joachim Fernaus Debütbuch Deutschland, Deutschland über alles ... heraus.
Bekannt wurde der Stalling-Verlag in den 1950er und 1960er Jahren für das Drucken der Brockhaus Enzyklopädie, für maritime Bücher, Kunstbücher und (Bilder-)Bücher für Kinder, so von Eric Carle (Die kleine Raupe Nimmersatt), Pat Mallet (Die kleinen grünen Männchen), Manfred Schmidt (Nick Knatterton) und Hanna Schachenmeier (Komm, wir fahren Karussell). Für das maritime Programm des Verlags war von 1973 bis 1976 Arnold Kludas als Lektor und Redakteur zuständig.
Um den wieder steigenden Anforderungen zur Herausgabe von Büchern gerecht zu werden, hatte die Verlagsleitung weitere Häuser in der Ritterstraße erworben und auf dem Firmengelände einen Neubau errichten lassen. Eine technische Erneuerung war ebenfalls unumgänglich, neben den bereits vorhandenen Linotype-Setzmaschinen entstand eine Monotype-Abteilung mit Einzelbuchstaben-Setzmaschinen.
Bei der Inbetriebnahme des Erweiterungsbaues an der Ritterstraße zeigten sich nun endgültig alle Nachteile der engen Lage in der Stadt: Vensky kaufte deshalb 1954 bereits ein unbebautes Grundstück von 16.000 m² an der Ammergaustraße/Ecke Hochheider Weg hinzu und ließ schrittweise bis 1966 alle Bereiche in dortige Neubauten umziehen. Der bisherige traditionsreiche Verlagssitz in der Ritterstraße wurde aufgegeben und an die Kaufhauskette Horten veräußert, die nach Abriss der Druckereigebäude an dieser Stelle ein Parkhaus errichten ließ.
In den 1970er Jahren gingen die Aufträge und Umsätze trotz aller Anstrengungen stetig zurück, 1983 musste Konkurs angemeldet werden. Borwin Vensky hatte den Verlag noch bis zu seinem Tod 1977 geleitet.

## Ehrung des Verlagsgründers
Das Grab-Monument der Verlegerfamilie befindet sich auf dem Gertruden-Kirchhof in Oldenburg und trägt folgende Inschrift:

„Dies Denkmal, das die reinste Liebe setzte, deckt die Gebeine des Buchdruckers und Papierfabricanten GERHARD STALLING, 
den der Tod schnell und ungeahnt im rühmlichen Streben und Wirken ein Ziel setzte, nachdem ein paar Monate früher eine zarte Enkelin im aufblühenden Alter ihm ins ferne Land der Ewigkeit vorangegangen war.“